# Caryanda tamdaoensis
Caryanda tamdaoensis är en insektsart som beskrevs av Sergey Storozhenko 1992. Caryanda tamdaoensis ingår i släktet Caryanda och familjen gräshoppor. Inga underarter finns listade i Catalogue of Life.